# Christian Illies
Christian Illies (* 1963 in Kiel) ist ein deutscher Philosoph und Hochschullehrer.
Christian Illies, Sohn von Joachim Illies und Bruder von Florian Illies, studierte von 1982 bis 1989 Biologie, Kunstgeschichte und Philosophie an der Universität Konstanz. 1993 absolvierte er zudem das Diplôme Philosophie an der ENS Fontenay, 1995 promovierte er an der Universität Oxford und  2002 erfolgte die Habilitation an der RWTH Aachen. Von 2006 bis 2008 war Illies Professor für Philosophie an der TU Delft, er ist seit 2008 Professor für Philosophie an der Universität Bamberg.
Er arbeitet vor allem zu Themen der Praktischen Philosophie und der Architekturphilosophie.
Im Herbst 2020 gehörte er zu den Erstunterzeichnern des Appells für freie Debattenräume.

## Schriften (Auswahl)
- Darwin, Freiburg i. B.: Herder 1999 (mit Vittorio Hösle). Neuauflage Bamberg: Buchner 2005.
- The Grounds of Ethical Judgement. New Transcendental Arguments in Moral Philosophy, Oxford: Oxford University Press 2003.
- Philosophische Anthropologie im biologischen Zeitalter. Zur Konvergenz von Moral und Natur, Frankfurt a. M.: Suhrkamp 2006 (2. Auflage 2009).
- Philosophy of Architecture, Cambridge: Cambridge Architectural Press 2016 (mit Nicholas Ray).